# Erlingur Richardsson
Erlingur Birgir Richardsson (* 19. September 1972) ist ein aus Island stammender Handballtrainer.

## Karriere
Erlingur Richardsson spielte ausschließlich in seiner Heimat Handball. Sein größter Erfolg als Spieler war der Cup-Sieg 1991 mit ÍB Vestmannaeyja. Bereits 1998 begann der Kreisläufer, die Damen-Mannschaft im Jugendbereich des Valur Reykjavík zu coachen. Mit seinem Wechsel zurück zu ÍB Vestmannaeyja übernahm er auch die Trainer-Tätigkeit des ersten Frauenteams des Vereins. In dieser Saison als Head-Coach konnte er den Vize-Meistertitel und den Isländischen Cup mit dem Team gewinnen. Nach diesem Erfolg übernahm er 2002 das erste Mal als Spielertrainer die Leitung einer Männermannschaft. Nach einem Jahr Pause als Trainer betreute Erlingur Richardsson 2007 bei HK Kópavogur erneut ein Damenteam. Das war die erste Station des Isländers, bei der er ausschließlich als Trainer angestellt war. 2010 übernahm er die Führung der Männer, mit welchen er 2012 den Meistertitel gewinnen konnte. Im darauffolgenden Jahr war er als Co-Trainer für das Isländische Nationalteam im Einsatz. 2014 sicherte sich der Österreichische Erstligist SG Handball West Wien seine Dienste. Ab der Spielzeit 2015/16 arbeitete er bis zur vorzeitigen Trennung im Dezember 2016 in der deutschen Handball-Bundesliga für die Füchse Berlin. Im Oktober 2017 übernahm er das Traineramt der niederländischen Nationalmannschaft. 2018 übernahm er zusätzlich die Männermannschaft von ÍB Vestmannaeyja. Im Juni 2022 trat er von seinem Posten als niederländischer Nationaltrainer zurück. Nachdem Erlingur Richardsson im Sommer 2023 seine Trainertätigkeit bei ÍB Vestmannaeyja beendet hatte, übernahm er die Saudi-arabische Nationalmannschaft. Als sein Vertrag im Februar 2024 ausgelaufen war, endete sein Engagement in Saudi-Arabien.

## Sonstiges
Mit der ehemaligen Handballspielerin Vigdís Sigurðardóttir hat er eine gemeinsame Tochter Sandra Erlingsdóttir, die ebenfalls Handball spielt. Auch sein Sohn Elmar Erlingsson spielt Handball.
Richardsson hat neben dem Handball zu Beginn seiner Karriere auch Fußball gespielt und kommt auf einen Einsatz in 1991 für ÍBV Vesmannaeyar in der 1. Liga Islands.

## Erfolge
- Isländischer Pokalsieger 1991
- Vereinsweltmeister 2016